# DLK1
DLK1 (англ. Delta like non-canonical Notch ligand 1) – білок, який кодується однойменним геном, розташованим у людей на короткому плечі 14-ї хромосоми. Довжина поліпептидного ланцюга білка становить 383 амінокислот, а молекулярна маса — 41 300.
| 10         |  | 20         |  | 30         |  | 40         |  | 50         |
| ---------- |  | ---------- |  | ---------- |  | ---------- |  | ---------- |
| MTATEALLRV |  | LLLLLAFGHS |  | TYGAECFPAC |  | NPQNGFCEDD |  | NVCRCQPGWQ |
| GPLCDQCVTS |  | PGCLHGLCGE |  | PGQCICTDGW |  | DGELCDRDVR |  | ACSSAPCANN |
| RTCVSLDDGL |  | YECSCAPGYS |  | GKDCQKKDGP |  | CVINGSPCQH |  | GGTCVDDEGR |
| ASHASCLCPP |  | GFSGNFCEIV |  | ANSCTPNPCE |  | NDGVCTDIGG |  | DFRCRCPAGF |
| IDKTCSRPVT |  | NCASSPCQNG |  | GTCLQHTQVS |  | YECLCKPEFT |  | GLTCVKKRAL |
| SPQQVTRLPS |  | GYGLAYRLTP |  | GVHELPVQQP |  | EHRILKVSMK |  | ELNKKTPLLT |
| EGQAICFTIL |  | GVLTSLVVLG |  | TVGIVFLNKC |  | ETWVSNLRYN |  | HMLRKKKNLL |
| LQYNSGEDLA |  | VNIIFPEKID |  | MTTFSKEAGD |  | EEI        |  |            |

A: Аланін

C: Цистеїн

D: Аспарагінова кислота

E: Глутамінова кислота

F: Фенілаланін

G: Гліцин

H: Гістидин

I: Ізолейцин

K: Лізин

L: Лейцин

M: Метіонін

N: Аспарагін

P: Пролін

Q: Глутамін

R: Аргінін

S: Серин

T: Треонін

V: Валін

W: Триптофан

Задіяний у такому біологічному процесі, як альтернативний сплайсинг. 
Локалізований у мембрані.